# Доњи Маринковац
Доњи Маринковац је насељено место у општини Дубрава, до нове територијалне организације у саставу бивше општине Врбовец, у Загребачкој жупанији, Хрватска.

## Становништво

### Број становника по пописима
| Националност   | 2001. | 1991. | 1981. | 1971. | 1961. | 1953. | 1948. | 1931. | 1921. | 1910. | 1900. | 1890. | 1880. | 1869. | 1857. |
| бр. становника | 101   | 99    | 117   | 146   | 196   | 246   | 261   | 0     | 0     | 0     | 0     | 0     | 0     | 0     | 0     |

- напомене:

Насеље се исказује од 1948. До 1931. исказивано је бивше насеље Маринковац за које су подаци садржани у насељу Горњи Маринковац.

### Национални састав
| Националност       | 1991.       | 1981.       | 1971.       | 1961.        |
| Хрвати             | 68 (68,68%) | 74 (63,24%) | 92 (63,01%) | 109 (55,61%) |
| Срби               | 26 (26,26%) | 33 (28,20%) | 35 (23,97%) | 86 (43,87%)  |
| Југословени        | 3 (3,03%)   | 7 (5,98%)   | 17 (11,64%) | 0            |
| остали и непознато | 2 (2,02%)   | 3 (2,56%)   | 2 (1,36%)   | 1 (0,51%)    |
| Укупно             | 99          | 117         | 146         | 196          |